# Francisco de Asís Castro
Francisco de Asís Castro (4 de octubre de 1860-10 de agosto de 1936) fue un médico, escritor y periodista mexicano que colaboró a la difusión de la cultura y la literatura a través de los medios escritos en su natal San Luis Potosí. Fue el primer biógrafo del poeta y dramaturgo Manuel José Othón y es considerado el «primer othonista» y «el primer historiador de las letras y del periodismo potosino del siglo XIX»

## Biografía
Francisco de Asís Castro nació el 4 de octubre de 1860 en San Francisco de los Pozos, San Luis Potosí. Años después se trasladó a la ciudad de San Luis Potosí, capital del estado, y comenzó a escribir desde la adolescencia. Estudió Medicina en el Instituto Científico y Literario (que después sería la Universidad Autónoma de San Luis Potosí) y se graduó en 1888. Además estudió Humanidades y Filosofía.
Compaginó su trabajo como médico con su labor como escritor y el ejercicio del periodismo. Estuvo involucrado con la fundación o funcionamiento de más de una docena de medios impresos, colaboró con El Correo de San Luis y El Neófito; dirigió El Progreso Médico, Las Novedades y el Periódico Oficial de San Luis Potosí (1893-1912), después de que Manuel Puga y Acal dejó el cargo; y fundó publicaciones como El Pensamiento, El Pensamiento Católico, El Restaurador, La Familia Católica, La Restauración, La Voz de San Luis, Las Novedades y El Mensajero, entre otros. Su obra escrita comprende diversos géneros literarios, incluyendo alrededor de un centenar de poemas, y se encuentra diseminada en las publicaciones potosinas de finales del siglo XIX y principios del siglo XX. Escribió una novela, Los amores de la gleba (1914), y la primera biografía de Manuel José Othón, gran amigo suyo desde la infancia, así como las biografías de otros notables coterráneos. Es considerado el «primer othonista» y «el primer historiador de las letras y del periodismo potosino del siglo XIX».
Falleció el 10 de agosto de 1936 en la ciudad de San Luis Potosí.

## Obra
Entre sus obras se encuentran:
- Pompas de jabón: verso y prosa (1900)
- Los amores de gleba. Novela vulgar (1914)